# 22-й танковый корпус (СССР)
22-й танковый корпус (22-й тк) — оперативно-тактическое воинское соединение (объединение) Вооружённых Сил СССР. В Великой Отечественной войне принимал участие в Харьковской наступательной операции и Сталинградской битве .

## История
Сформирован главнокомандующим Юго-Западного направления в соответствии с директивой Ставки ВГК от 17 апреля 1942 г. Сформирован 3 апреля 1942 года как 22-й танковый корпус.

### Боевой путь
В составе действующей армии: с 17.04.1942 по 30.08.1942.
Корпус участвовал в 2-х операциях Великой Отечественной войны:
C 12.05.1942 по 25.05.1942 в Харьковской наступательной операции и с 17.07.1942 по 18.11.1942 в Сталинградской стратегической оборонительной операции.
13 мая 1942 года наступающая со Старосалтовского плацдарма на Харьков 38-я армия (СССР) РККА атаковала немецкие позиции вдоль реки Большая Бабка силами 81-й стрелковой дивизии. В селе и у села Большая Бабка (село) в этот день 22-й танковый корпус РККА имел встречный бой с немецкими танками, продолжавшийся два часа. В результате боя 13-я и 133-я танковые бригады корпуса потеряли все свои 57 танков: 12 танков Т-34; остальные Т-26, БТ, «Валентайны» и «Матильды». Село удержать не удалось.
С 22 июля 1942 года корпус включён в состав 4-й танковой армии.
8 сентября 1942 года переформирован в 5-й механизированный корпус (2-го формирования).
Войну закончил как 9-й гвардейский механизированный Днестровско-Рымникский Краснознамённый ордена Кутузова корпус.

## Состав корпуса
- Управление корпуса
- 13-я танковая бригада
- 36-я танковая бригада
- 168-я танковая бригада
- 34-я мотострелковая бригада (со 2 июня 1942 года)
- 51-й отдельный мотоциклетный батальон
- 1253-й артиллерийский полк ПТО

Со 2 июля 1942 года
- Управление корпуса
- 133-я танковая бригада
- 173-я танковая бригада
- 176-я танковая бригада
- 182-я танковая бригада
- 159-я танковая бригада (с 4 по 15 июля 1942 года)
- 22-я мотострелковая бригада

С сентября 1942 года
- Управление корпуса
- 121-я танковая бригада
- 158-я танковая бригада
- 163-я танковая бригада
- 72-я подвижная ремонтная база
- 80-я подвижная ремонтная база
- 6-я отдельная инженерно-минная рота

### Численный состав
- на 09.05.1942 (38-я армия, Юго-Западный фронт) — 105 танка, в том числе: 12 Т-34, 44 МК-3 и МК-4, 18 Т-60, 25 БТ, 6 Т-26. Бои за Харьков в мае 1942 года.
- 13-я тбр — 32 танка, в том числе: 14 БТ, 6 Т-26, 12 МК-2, МК-3
- 36-я тбр — 50 танков, в том числе: 12 МК-3, 20 МК-4, 18 Т-60
- 133-я тбр — 23 танка, в том числе: 12 Т-34, 11 БТ
- на 28.07.1942 (4-я танковая армия, Сталинградский фронт) — 180 танков, в том числе: 96 Т-34, 58 Т-70, 26 Т-60. Оборона Сталинграда.
- 173-я тбр — 66 танков, в том числе: 32 Т-34, 21 Т-70, 13 Т-60
- 176-я тбр — 48 танков, в том числе: 32 Т-34, 16 Т-70
- 182-я тбр — 66 танков, в том числе: 32 Т-34, 21 Т-70, 13 Т-60

## Подчинение
- в составе 38-й армии, 4-й танковой армии Сталинградского фронта
- 168-я танковая бригада
- 121-я танковая бригада

## Отличившиеся воины корпуса
- Перепелица Поликарп Лазаревич, старший сержант, механик-водитель танка Т-34 1-го танкового батальона 36-й танковой бригады.